# Samuel Brooks (homme politique)
Samuel Brooks (né vers 1793, mort le 22 mars 1849) est un commerçant et une figure politique né aux États-Unis dans le Bas-Canada.
Il est né à Haverhill (New Hampshire) du marchand Samuel Brooks et d'Anna Bedel, veuve du docteur Thadeus Butler et fille du républicain Timothy Bedel. Brooks s'installe à Newbury (Vermont). Il épouse Elizabeth Towle en 1813. Vers 1820, il s'installe à Stanstead dans le Bas-Canada, puis à Lennoxville. Il y est commerçant et fournit également des prêts, élève du bétail et agit comme agent pour la British American Land Company dans les Cantons de l'Est. Il est ensuite directeur de banque à Sherbrooke et président de la compagnie d'assurance incendie mutuelle de Stanstead et Sherbrooke. Brooks a également participé au développement des chemins de fer dans la région avec Alexander Tilloch Galt.
Il sert dans la milice locale et comme juge de paix. Brooks est élu pour représenter Sherbrooke à l'Assemblée législative du Bas-Canada en 1829 et est réélu en 1830. Il est forcé de démissionner en 1831 parce qu'il n'est pas un sujet britannique. Il est élu pour représenter Sherbrooke à l'Assemblée législative de la province du Canada en 1844 et est réélu en 1848. Il meurt en poste à Montréal en 1849.
Son fils Edward Towle siège à la Chambre des communes du Canada. Sa fille Eleanor Hall épouse John Sewell Sanborn, qui siège au Sénat du Canada.
La rue Brooks, située à Sherbrooke, est nommée en son honneur.